# 圣克里斯托瓦尔-德拉斯卡萨斯
圣克里斯托瓦尔-德拉斯卡萨斯（西班牙語：San Cristóbal de las Casas）是墨西哥恰帕斯州的一座城市。

## 名称
1829年7月27日，城市的名字改为圣克里斯托瓦尔城（西班牙語：Ciudad de San Cristóbal），以纪念该镇的守护神圣克里斯托瓦尔·马尔提尔（西班牙語：San Cristóbal, Mártir）。1848年5月31日，它被称为圣克里斯托瓦尔-德拉斯卡萨斯（西班牙語：San Cristóbal de Las Casas），增加的后缀名称以纪念西班牙牧师、作家巴托洛梅·德拉斯卡萨斯（西班牙語：Fray Bartolomé de Las Casas）。